# Inge II Baardsson
Inge II Baardsson, (norw. Inge II Bårdson, ur. 1185, zm. 23 kwietnia 1217) – król Norwegii 1204–1217.
Ojciec Inge, Baard Guttormsson (zm. 1194) był możnym norweskim pochodzącym z krainy Trøndelag. Matką Inge była Cecylia (zm. 1185), córka króla Norwegii Sigurda II zwanego Gębą. Małżeństwo Cecylii z Baardem, zawarte prawdopodobnie w 1184, zostało zaaranżowane przez jej brata króla Sverre Sigurdssona.
Po śmierci króla Haakona III (1 stycznia 1204) królem został obwołany będący czteroletnim dzieckiem Guttorm Sigurdsson, syn Sigurda Lawarda, wnuk króla Sverre. W Norwegii na nowo rozgorzała wojna domowa pomiędzy stronnictwem Birkebeiner a stronnictwem Baglar (Birkebeiner dążyło do zjednoczenia kraju pod władzą jednego władcy, zaś stronnictwo Baglar uważało, że każdy potomek królewskiego rodu miał prawo do części władztwa). Inge Baardsson i jego przyrodni brat, jarl Haakon (syn Cecylii, zwany Galin, co znaczyło Szalony) zostali przywódcami partii Birkebeiner, natomiast na czele przeciwników stanął Erling Magnusson Steinvegg, podający się za syna króla Magnusa V, wspomagany przez flotę i wojska króla Danii Waldemara II. Erlingowi Magnussonowi udało się opanować tereny krainy Viken, położonej wokół Oslo.
W międzyczasie, w sierpniu 1204 zmarł małoletni król Guttorm (o spowodowanie śmierci podejrzewano Haakona Galina) i na tron królewski, mając poparcie arcybiskupa Nidaros powołany został Inge, będący w Norwegii drugim królem tego imienia. Pierwsze trzy lata panowania zeszły królowi na walce ze stronnikami antykróla Erlinga Magnussona, a po jego śmierci (styczeń 1207) z kolejnym pretendentem partii Baglar – Filipem, wywodzącym się z możnego rodu norweskiego. Jesienią 1207 doszło do spotkania Inge II, Filipa i jarla Haakona Galina, ustalono, że Inge II pozostanie zwierzchnim królem Norwegii z ośrodkiem władzy w Nidaros, Filip zachowa władzę na wschodnich terenach kraju z siedzibą w Oslo, a Haakon Galin nadal będzie władał w zachodniej części z Bergen. Taki podział kraju utrzymał się do końca panowanie Inge II, mimo że Filip nie dochował wierności ustaleniom umowy i używał tytułu królewskiego. Haakon Galin również miał królewskie ambicje i miał zamiar używać tytułu współkróla, ale Inge II skutecznie się temu sprzeciwił. Do otwartego konfliktu między przyrodnimi braćmi nigdy jednak nie doszło. W 1214 Haakon Galin zmarł śmiercią naturalną i Inge II pokojowo przejął władzę na zachodzie kraju.
W 1217 Inge zachorował, wówczas mianował swojego brata Skule Baardssona dowódcą wojsk. 23 kwietnia 1217 król Inge II zmarł, a królem został wychowujący się na dworze zmarłego władcy Haakon IV, syn króla Haakona III.
Inge II nie był żonaty, jego synem był Guttorm, urodzony w 1205/1206, zmarły między 1223 a 1235 rokiem.